# Kristoffer Lynge
Kristoffer Jonathan Ludvig Lynge (* 26. November 1894 in Nuuk; † 19. September 1967 in Kopenhagen) war ein grönländischer Redakteur, Buchdrucker, Intendant, Schriftsteller, Übersetzer und Landesrat.

## Leben
Kristoffer Lynge war der uneheliche Sohn des dänischen Volontärs Jens Aage Bergh (1869–?), Sohn des Lithografen Theodor Bergh (1830–1907), und von Marie Henriette Agnete Lynge (1867–1943). Er wurde in seiner Heimatstadt zum Buchdrucker ausgebildet und lernte von 1914 bis 1917 weiter in Kopenhagen. 1917 übernahm er die 1857 von Hinrich Johannes Rink gegründete Druckerei in Nuuk. 1922 wurde er als Nachfolger von Lars Møller Redakteur der Atuagagdliutit. Von 1925 bis 1926 war er erneut in Kopenhagen, um sich journalistisch fortbilden zu lassen. Er heiratete am 1. Juli 1927 in Nuuk die dänische Krankenschwester Ragnhild Bugge (1901–1962), die eine Tochter des Kolonialverwalters Konrad Olsen Bugge (1862–1937) und seiner Frau Hedevig Clausen (1873–1937) war. Sein Schwager war somit Aage Bugge (1896–1979). Aus der Ehe ging unter anderem der Sohn Finn Lynge (1933–2014) hervor, der der einzige Grönländer im Europaparlament wurde. 1942 war er Mitgründer von Grønlands Radio, der Vorgängereinrichtung von Kalaallit Nunaata Radioa, und er leitete den grönländischsprachigen Teil des Senders. 1952 gab er die Druckerei und die Atuagagdliutit ab und zog nach Dänemark, wo er als Leiter der Grönlandabteilung von Danmarks Radio zu arbeiten begann, was er bis 1964 fortführte.
Von 1916 bis 1933 war Kristoffer Lynge Repräsentant der Grönländischen Literarischen Gesellschaft. Ab 1932 war er Mitglied des Kopenhagener Journalistenverbands. Von 1945 bis 1952 leitete er die Volksaufklärungsvereinigung Grönlands. Als Schriftsteller gab er u. a. von 1938 bis 1939 eine dreibändige Mythensammlung heraus. Er übersetzte zudem dänische Bücher ins Grönländische und war an der Neuübersetzung des Neuen Testaments sowie an der Herausgabe eines Wörterbuchs im Jahr 1960 beteiligt.
Zudem war Kristoffer Lynge auch politisch aktiv. Er saß viele Jahre im Gemeinde- und Sysselrat und war von 1950 bis 1951 Sysselratsvorsitzender in der Gemeinde Nuuk. Von 1923 bis 1926 und von 1933 bis 1943 saß er im Landesrat, wurde aber zeitweise von Jonathan Petersen und Lars Egede vertreten. Von 1948 bis 1950 war er Mitglied der Grønlandskommission. Von 1951 bis 1953 war er Schöffe an Grønlands Landsret.
1950 wurde er mit dem Ritterkreuz des Dannebrogordens ausgezeichnet. Er trug zudem die Kongelige Belønningsmedalje in Gold mit Krone. Er starb 1967 im Alter von 72 Jahren in Kopenhagen.